# Raymond Berengarius III van Barcelona
Raymond Berengarius III van Barcelona bijgenaamd de Grote (Rodez, 11 november 1082 – Barcelona, 23 januari of 19 juli 1131) was van 1086 tot aan zijn dood graaf van Barcelona, Girona en Osana, van 1111 tot aan zijn dood graaf van Besalú, vanaf 1117 graaf van Cerdanya en van 1112 tot 1131 onder de naam Raymond Berengarius I graaf van Provence.

## Levensloop
Hij was de zoon van graaf Raymond Berengarius II van Barcelona en Mathilde van Apulië. In 1086 werd hij graaf van Barcelona, tot in 1097 in gemeenschappelijke regering met zijn oom Berengarius Raymond II en vanaf 1097, toen Berengarius Raymond II gedwongen werd om in ballingschap te gaan, zelfstandig.
Tijdens zijn regeerperiode werden de belangen van Catalonië uitgebreid tot aan beide zijden van de Pyreneeën. Via huwelijken of het aanstellen van vazallen slaagde Raymond Berengarius III erin om de meeste delen van Catalonië (buiten Urgell en Peralada) te bemachtigen. Ook erfde hij in 1111 het graafschap Besalú en in 1117 het graafschap Cerdanya. In 1112 werd hij dan weer via zijn huwelijk met gravin Dulcia I van Provence graaf van Provence, waarmee zijn domeinen reikten tot aan de stad Nice.
In alliantie met de graaf van Urgell veroverde Raymond Berengarius III Barbastro en Balaguer. Ook bouwde hij relaties op met de Italiaanse maritieme republieken Pisa en Genua en in 1114-1115 veroverde hij in alliantie met Pisa de eilanden Majorca en Ibiza, die toen in handen waren van de islamitische Moren. Met de steun van Pisa veroverde hij ook het Moorse gebied rond de steden Valencia, Lleida en Tortosa. In 1116 reisde hij dan weer naar Rome, waar hij paus Paschalis II wilde overtuigen om een kruistocht te organiseren om Tarragona van de Moren te bevrijden. In 1118 zou Raymond Berengarius III deze stad veroveren.
In 1127 ondertekende hij een handelsverdrag met de republiek Genua. Op het einde van zijn leven trad hij ook toe tot de Orde van de Tempeliers.
Raymond Berengarius III stierf op 23 januari of 19 juli 1131. Hij liet het graafschap Barcelona en zijn Catalaanse grondgebieden na aan zijn oudste zoon Raymond Berengarius IV en het graafschap Provence ging naar zijn jongere zoon Berengarius Raymond. Hij werd begraven in het Sint-Mariaklooster van Ripoll.

## Huwelijken en nakomelingen
In 1099 huwde hij met María Rodríguez de Vivar, tweede dochter van El Cid. Ze kregen volgende kinderen:
- Maria, huwde met graaf Bernat III van Besalú.

Na de dood van zijn eerste vrouw huwde hij in 1105 met een zekere Almodis. Omdat het huwelijk kinderloos bleef, scheidde Raymond Berengarius III van zijn tweede vrouw.
Daarna huwde hij in 1112 met gravin Dulcia I van Provence. Met zijn derde vrouw kreeg Raymond Berengarius III volgende kinderen:
- Raymond Berengarius IV (1113/1114-1157), graaf van Barcelona.
- Berengarius Raymond (circa 1115-1144), graaf van Provence.
- Bernat, stierf jong.
- Berengaria (1116-1149), huwde met koning Alfons VII van Castilië.
- Jimena (1117-1136), huwde met graaf Rogier III van Foix.
- Estefania (geboren in 1118), huwde met graaf Centule II van Bigorre.
- Almodis, huwde met Ponce de Cervera.

- Biblioteca Nacional de España: XX1168225
- Catàleg d'autoritats de noms i títols de Catalunya: 981058614821906706
- Gemeinsame Normdatei: 142923729
- International Standard Name Identifier: 0000 0004 4888 6111
- Virtual International Authority File: 86926230
- WorldCat: E39PBJyxdKPPvMGgjH7J74PWjC